# Bernhard Prager

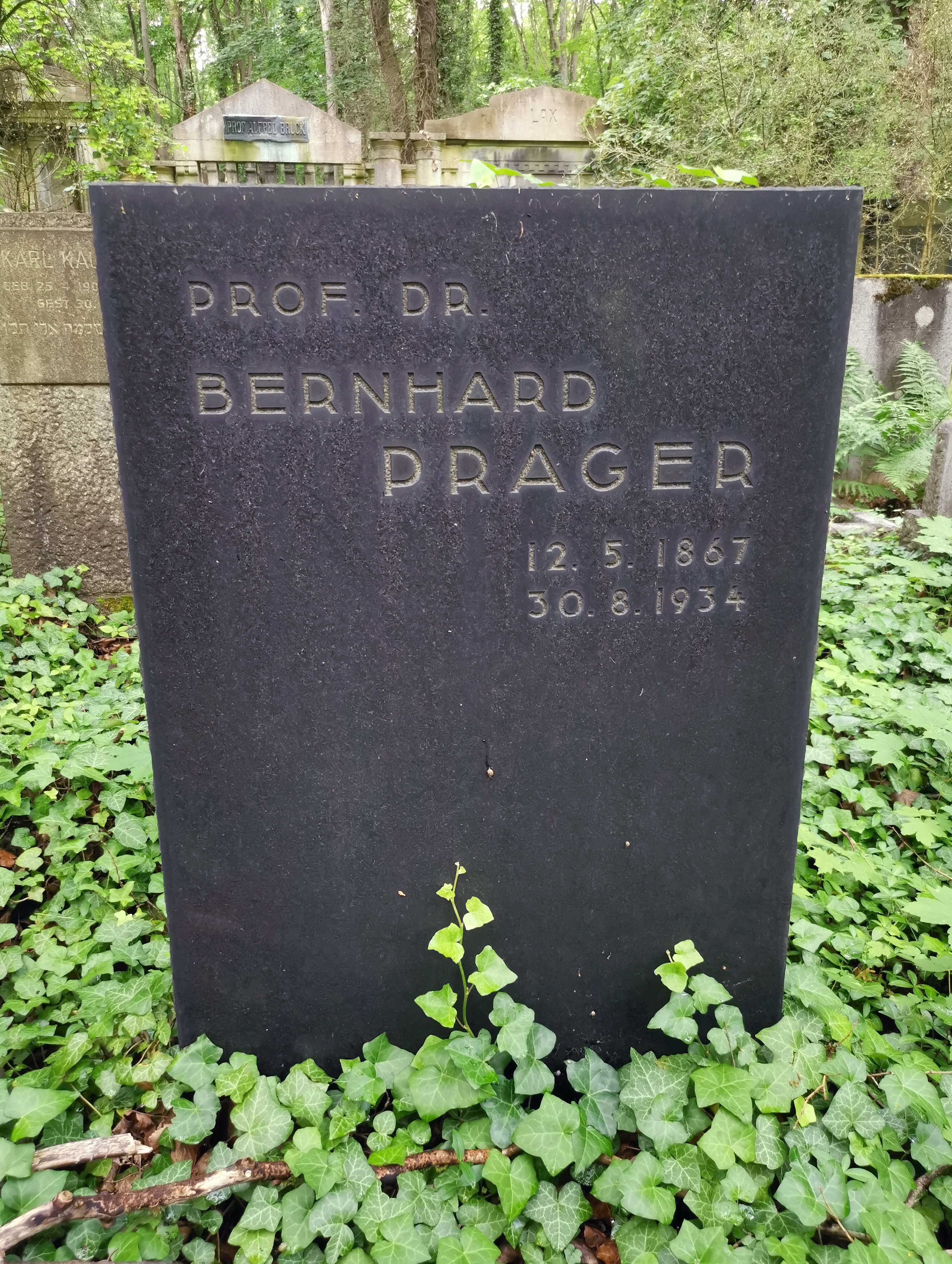
Grab auf dem Jüdischen Friedhof Weißensee, Feld H 3

Bernhard Prager (* 12. Mai 1867 in Berlin; † 30. August 1934) war ein deutscher Chemiker, der 1907 bis 1933 Herausgeber von Beilsteins Handbuch der Organischen Chemie war, anfangs mit Paul Jacobson, später allein.

## Leben
Prager studierte in Berlin, wo er bei August Wilhelm von Hofmann Chemie studierte und 1890 über Pseudoharnstoffe promoviert wurde. Danach war er acht Jahre in der Anilin-Farbenfabrik Nötzel, Itzel & Comp. in Griesheim tätig, war aber mit der Arbeit als Industriechemiker unzufrieden. Er nahm 1899 ein Angebot von Paul Jacobson an, an der Neuauflage des Beilstein mitzuarbeiten. Friedrich Konrad Beilstein hatte den Umfang dieser Enzyklopädie organischer Verbindungen zuletzt in der dritten Auflage auf 70.000 erhöht, war danach aber mit der weiteren alleinigen Bearbeitung überfordert. Die Deutsche Chemische Gesellschaft (DChG) organisierte die weitere Bearbeitung unter Jacobsons Leitung. Da Jacobson aber wegen anderer Verpflichtungen wenig Zeit hatte, fiel die Hauptarbeit der Herausgabe bald Prager zu. Beide bereiteten das Beilstein-System für die ab 1918 erschienene 4. Auflage vor.
Prager konnte anfangs (während der Herausgabe der Ergänzungsbände der dritten Auflage bis 1906) noch eigene chemische experimentelle Arbeiten im Hofmannhaus unternehmen und veröffentlichen, danach zu seinem Bedauern nicht mehr. Schon damals arbeiteten Chemiker-Teams an der Herausgabe (getrennt nach Literatur-Zeitraum, eines für 1910 bis 1920, das andere für 1920 bis 1930) und schon 1936 umfasste die 4. Auflage 20.000 Seiten mit 200.000 Verbindungen, ohne auch nur annähernd vollständig zu sein. Als Mitherausgeber wurden auch Paul Schmidt und Dora Stern auf den Bänden genannt.
Nach der Machtergreifung der Nationalsozialisten 1933 folgte der Verleger des Beilstein Julius Springer dem Druck der Nationalsozialisten und zwang ihn zum Rücktritt von der Beilstein-Redaktion. Ebenso wurden andere jüdische Mitglieder entlassen (Fritz Radt, Dora Stern, Edith Josephy). Prager starb bald darauf 1934 an einer Herzerkrankung. Seine Nachfolge als Herausgeber übernahm Friedrich Richter (* 1896).
Radt, Josephy und Dora Stern gingen in die Niederlande und nahmen ein Angebot des großen niederländischen Wissenschafts-Verlagshauses Elsevier an, ein englischsprachiges Konkurrenzprojekt des Beilstein voranzutreiben (Elseviers Encyclopedia of Organic Chemistry). Während der deutschen Besatzung kam Josephy im Holocaust um, Radt überlebte den Krieg. Bis 1942 arbeitete Dora Stern noch mit Radt an der Elsevier-Ausgabe. Nach dem Krieg wurde die Fortsetzung aufgegeben, zumal sich auch die International Union of Pure and Applied Chemistry (IUPAC) auf die Fortsetzung des Beilstein als zentrale Referenz einigte (in den USA fanden dank der Enteignung deutschen Copyrights Nachdrucke großen Anklang). Dora Stern – die von 1907 bis 1937 in der Beilstein-Redaktion war – ging später in die USA.